# Elfenbenskystens håndboldlandshold (herrer)
Elfenbenskystens håndboldlandshold er det ivorianske landshold i håndbold for mænd som også deltager i internationale håndboldkonkurrencer.
Holdet deltog under All-Africa Games 1965 i Tunesien, hvor de fik en sølvmedalje.
Holdet deltog under Afrikamesterskabet 2012 i Marokko, hvor de lkom på en 10.- plads,

## Resultater

### Afrikamesterskabet
| År   | Placering   |      | År          | Placering |
| ---- | ----------- | ---- | ----------- | --------- |
| 1974 | Deltog ikke | 1994 | 6.-         |           |
| 1976 | 6.-         | 1996 | 8.-         |           |
| 1979 | 7.-         | 1998 | 7.-         |           |
| 1981 | 2.-         | 2000 | Deltog ikke |           |
| 1983 | 6.-         | 2002 | 10.-        |           |
| 1985 | 6.-         | 2004 | Deltog ikke |           |
| 1987 | 6.-         | 2006 | 7.-         |           |
| 1989 | 6.-         | 2008 | Deltog ikke |           |
| 1991 | 5.-         | 2010 | 12.-        |           |
| 1992 | 5.-         | 2012 | 10.-        |           |

- Rød grænsefarve indikerer at turneringen blev afholdt på hjemmebane.